# یاکای در
یاکای در (ترکی استانبولی: Yakınlarını Kaybeden Ailelerle Yardımlaşma ve Dayanışma Derneği; "انجمن همبستگی و کمک به خانواده‌های مفقودین") یک گروه فعال ترک است. این سازمان در ۹ مارس۲۰۰۱ برای کمک به خانواده‌های کردهای ناپدید شده در ترکیه تأسیس شد.
به گفته یاکاردر، بیش از ۱۵۰۰ نفر در پی دوره «جنگ ویژه» در ترکیه از سال ۱۹۹۳ تا ۱۹۹، در چارچوب اقدامات انجام شده برای ریشه کن کردن پ ک ک، ناشناس هستند. این فعالیت‌ها در رسوایی سوسورلوک که در سال ۱۹۹۶ ظاهر شد و منجر به استعفای چندین مقام بلندپایه در دولت ترکیه شد، آشکار شد.

## درباره
رئیس فعلی یاکار-در (مه ۲۰۱۹) پروین بولدان است.
اهداف اعلام شده آن عبارتند از:
- تحقیق در مورد قتل‌های نامعلوم مخالفان شناخته شده دولت و ناپدید شدن این افراد در موقعیت‌ها و شرایط بسیار مشکوک.
- بررسی و تلاش برای یافتن اینکه چه کسانی مسئول قتل‌های ناشناخته و/یا ناپدید شدن این فعالان هستند و به محاکمه درآوردن آنها، یعنی اطمینان از دستگیری، تعقیب و مجازات آنها. و
- برای همکاری با خانواده‌های کسانی که کشته شده‌اند یا ناپدید شده‌اند.